# Martin Ebert
Martin Ebert (* 1980er Jahre) ist ein Koch. 

## Werdegang
Seit 2008 kocht Martin Ebert im Restaurant Ikarus im Hangar-7. 2018 war er Souschef, 2021 Küchenchef gemeinsam mit Tommy Eder-Dananic.
Seit 2023 ist er Küchenchef im Ikarus das seit 2015 mit zwei Michelinsternen ausgezeichnet wird. Martin Klein ist dort Executive Chef.